# Tunnel du fjord d'Oslo
 (janvier 2013).
Si vous disposez d'ouvrages ou d'articles de référence ou si vous connaissez des sites web de qualité traitant du thème abordé ici, merci de compléter l'article en donnant les références utiles à sa vérifiabilité et en les liant à la section « Notes et références ».

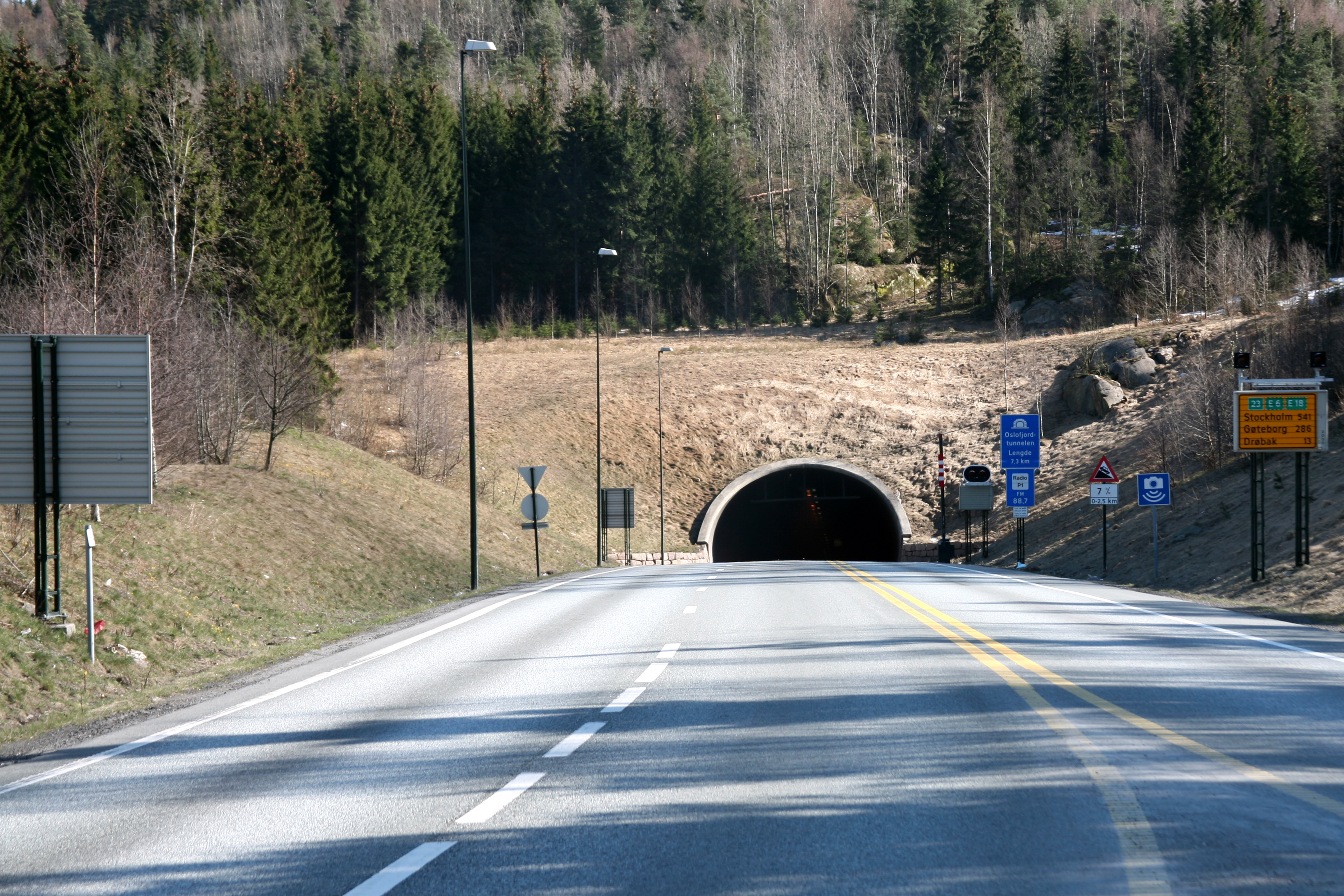
Entrée du tunnel à Hurum (ouest)

Le tunnel du fjord d'Oslo (Oslofjordtunnel en norvégien) est un tunnel routier sous-marin situé sous le fjord d'Oslo. Il relie la commune de Hurum dans le comté de Buskerud au comté d'Akershus du côté oriental du fjord.
Le tunnel du fjord d'Oslo est un des plus longs tunnels sous-marins de Scandinavie. Il mesure 7 200 mètres de long et atteint une profondeur de 134 mètres au-dessous du niveau de la mer, avec une pente atteignant par endroits 7 %. Le tunnel a été inauguré par le Roi Harald V le 29 juin 2000, fournissant dès lors un moyen plus facile pour rejoindre les côtes Est et Ouest du fjord d'Oslo. Ce tunnel remplace l'ancien bac qui reliait Drøbak à Storsand.
Le tunnel possède une voie dans chaque direction, ainsi qu'une voie supplémentaire dans la zone la plus pentue. La vitesse est limitée à 80 km/h et contrôlée à l'aide de radars automatiques. Le tunnel est partiellement financé avec les recette d'un péage (situé du côté Est du tunnel).
L'idée de construire un tunnel est née à la suite du projet de construction d'un nouvel aéroport international pour la Norvège. Bien que la ville de Gardermoen ait été choisie pour le nouvel aéroport, le projet de tunnel est resté. Le 13 décembre 1996, l'État norvégien a donné son accord. La construction a commencé le 14 avril 1997. Il y a eu par la suite quelques fermetures du tunnel à cause d'activités géologiques instables.